# Jacques Datin
Jacques Jean Marie Datin, né le 14 juin 1920 à Saint-Lô et mort le 24 août 1973 à Saclas, est un compositeur français.

## Biographie
Après sa formation musicale, il rencontre le parolier Maurice Vidalin avec qui il écrit de nombreuses chansons pour une multitude d'interprètes. Dès 1954, ils écrivent pour Juliette Gréco, une de leurs premières œuvres, On en dira (Marc Lanjean coécrit les paroles avec Vidalin). À partir de 1957, leur fructueuse association donne de grands succès comme Zon zon zon interprété par Colette Renard et Michèle Arnaud (1957), Julie par Marcel Amont (1957), Les Boutons dorés écrit pour Jean-Jacques Debout et repris par Barbara en 1959.
Leur consécration arrive en 1961 avec l'obtention du Grand Prix du Concours Eurovision de la chanson par l'intermédiaire de Jean-Claude Pascal qui concourait pour le Luxembourg avec Nous les amoureux. L'année suivante, ils obtiennent une 3e place, lors du même Concours, avec Petit bonhomme, interprété par Camillo Felgen.
Parmi ses interprètes, on trouve notamment France Gall (Christiansen, Mes premières vraies vacances), Juliette Gréco (Jusqu'à où, jusqu'à quand et Les Mariés), Françoise Hardy (Va pas prendre un tambour, Le Temps des souvenirs), Serge Lama (Les P'tites Femmes de Pigalle), Claude Nougaro (Cécile, ma fille, Une petite fille, Le Jazz et la Java, Je suis sous…), Serge Reggiani (Le Petit Garçon) et Édith Piaf pour laquelle il écrit Dans ma rue (1946).
En 1964, il compose la musique pour La Mégère apprivoisée, téléfilm de Pierre Badel adapté de la pièce de William Shakespeare. Dans un autre téléfilm de Badel, Shéhérazade (1971), l'actrice Claude Jade chante deux chansons, composées pour le film par Jacques Datin.
Jacques Datin est inhumé au cimetière de Villegats, dans l'Eure, village où il résidait.

## Discographie
(sur des paroles de Maurice Vidalin)
- Monsieur Pointu : L'un dans l'autre, on est heureux
- Marie José : Il riait
- Michel Delpech : Le voyage
- Robert Ripa : Paulo
- Marcel Amont : Julie (créateur) / Barcarolle Auvergnate / J'ai trouvé du boulot / Danser dans ces dancings
- Edith Piaf : Dans ma rue
- Colette Renard : Zon, zon, zon (créatrice) / Tais-toi Marseille (créatrice) / La débine
- Barbara : Les boutons dorés / Tais-toi Marseille
- Dalida : Aime-moi, reprise par Eddie Barclay et son orchestre
- Michèle Arnaud : Marie la bleue / Quand on parle d'amour / Zon, zon, zon
- Mouloudji :  Julie
- Jean-Jacques Debout : Les boutons dorés / La corde / Notre-Dame de la cambriole / Le marchand d'eau / L'été / La voix qui change / Marie la Bleue / Les Mariés
- Isabelle Aubret : Nous les amoureux / Y'a pas...
- Christine Sèvres : L'intelligent
- Teddy Reno : Te amo, je t'aime
- Patachou : Carmen / Entre Pigalle et Blanche
- Raoul de Godewarsvelde : Au paradis des artilleurs
- Mathé Altéry : Mitsy
- Jean-Claude Pascal :  Nous les amoureux / Si mon amour
- Jacqueline François :  La Dolce vita / Zon, zon, zon
- Francis Linel ; Toi si jamais / Tais-toi Marseille
- Luis Mariano : Quand on aime
- Jacqueline Boyer : Quand on aime
- Dani : Vive l'enfance
- Béatrice Arnac : Le temps des Amazones
- Jacqueline Danno : Le bouquet blanc / Les petites Dames de Cabourg ; sur des paroles d'Aurélia
- Nana Mouskouri : L'eau qui dort / La montagne de l'amour (adaptation + André Salvet)
- Mireille Darc : Libertad / Côté soleil, boulevard Arago / Si tu devines / Marie
- Déshonorée / Celle qui ne dit jamais non / Cette nuit tout recommence
- Régine : Le cirque à tout le monde / Balayeurs, balayez
- Jacky Noguez : Le soleil de nos vacances
- Michel Sydney : Au secours
- Richard Anthony : Ça tourne rond
- Petula Clark : Le "tu sais quoi" / Walter
- José Bartel : Quand on aime
- Philippe Clay : La chasse
- Rudy Revil :  Allelou, allellouia
- Dany Boy et les Pénitents :  Le Twist de Schubert
- Camillo : Petit bonhomme (3ème de L'Eurovision)
- Geneviève Allain : Julie
- Nicole Croisille : Ça tourne rond / Moi je t'aime
- Rosy Armen : Quand tu m'aimeras / Née pour toi
- Juliette Gréco : Les Mariés / Jusqu'à où, jusqu'à quand / In memoriam / On en dira (+ Marc Lanjean)
- France Gall : Faut-il que je t'aime / Mes premières vrais vacances / Made in France / Christiansen / Un prince charmant / Ça me fait rire / La rose des vents / La fille d'un garçon
- Cora Vaucaire : Julie
- Lucky Blondo : Tu oublieras cette fille
- Gala Garnett : Voleur (+ Gala Garnett) / À la fenêtre (+ Gala Garnett)
- Gerardo Servin :

Alida et Dalbay
- Sylvia Frank : Midi-midinette
- Edwige Rena : Deux amants dans la ville
- Franca di Rienzo :  Chihuahua
- Joële Gilles : Trop jeune

## Divers
- Michel Delpech : Les pies / Le mauvais jardinier / Il y a des jours ou l' on ferait mieux de rester au lit / L'échelle (avec Alain Goraguer) ; sur des paroles de Michel Delpech
- Claude Nougaro : Une petite fille / Cécile ma fille / Je suis sous / Chanson pour Marilyn / Le Jazz et la java / Mon assassin / Blanche Neige / Chanson pour le maçon  / Si je savais chanter ; sur des paroles de Claude Nougaro
- France Gall : J'entends cette musique / Pense à moi  ;sur des paroles de Robert Gall
- Régine : Une valise sur le lit / Il m' a laissé deux cigarettes / L' accident  ; sur des paroles de Jean-Loup Dabadie
- Dominique Walther : Petites annonces / Les années 70 / L'Atlantique,ce soir  ; sur des paroles de Jean-Loup Dabadie
- Annie Fratellini : Un fil sous les pattes  ; sur des paroles de Hubert Giraud / Le clown (avec Michel Legrand)
- Philippe Clay : Le corsaire  ; sur des paroles de Hubert Giraud / Si je savais chanter  de Claude Nougaro / Entre Pigalle et Blanche   ; sur des paroles de Robert Valade
- Marcel Amont : Ballade de François Guillou  ; sur des paroles de Hubert Ithier / Le barbier de Séville (adaptation) de Claude Nougaro / Le Jazz et la java  ; paroles de Claude Nougaro / La polygamie / Les pommes de terre ; sur des paroles de Michel Pecarrere / Les tacs...les tacs... les tacots  ; sur des paroles de Pascal Bilat
- Serge Reggiani : Le petit garçon / France lune / De quelles Amériques  ; sur des parles de Jean-Loup Dabadie / Je ne voudrais pas crever  ; sur des paroles de Boris Vian/ L’absence / L'Italien ; sur des paroles de Jean Loup Dabadie
- Gilles Dreu : La mégère apprivoisée (+ Alain Goraguer) avec des paroles de Pierre Delanoë / L'ombre / Un loup au cœur tendre  ; sur des paroles de Pascal Bilat
- François Deguelt : Che Guevara : sur des paroles de Jacques Holtz / Les amoureux (adaptation)
- Pascal Bilat : Un oiseau / Slow pour danser  ; sur des paroles de Pascal Bilat
- Françoise Giret ; La ballade de Marie Plaisance  ; sur des paroles de Pascal Bilat / Le cœur adulte ;  sur des paroles de Pascal Bilat & Jean-Pierre Jaubert
- Harry Williams : Pardonne-moi / L'amour guide mes pas, sur des paroles de Pascal Bilat
- Serge Lama : Les p'tites femmes de Pigalle  ; sur des paroles de Serge Lama
- Bourvil : De fil en aiguille  (+ André Popp & André Salvet)
- Juliette Gréco : On s'embrassera  ; sur des paroles de Trévières
- Gloria Lasso : Carazon de melon (adaptation)
- Jeanne Moreau : Juste un fil de soie ;  sur des paroles de Jeanne Moreau
- Henri Tachan : Félicie  ; sur des paroles de Henri Tachan
- John William : Les chevaliers ; sur des paroles de Claude-Henri Vic
- Anny Flore : Entre Pigalle et Blanche  ; sur des paroles de Robert Valade
- Michèle Arnaud : Van Gogh  ; sur des paroles de P. Baudry
- André Clavaud : Le temps de notre amour ; sur des paroles de Guy Berthet
- Dario Moreno : La montagne de l' amour  (adaptation + André Salvet)
- Jean Siegfried : Le temps des gros sous ; sur des paroles de Claude-Henri Vic
- Albertine : Le cinéma muet ; sur des paroles de Jean-Michel Rivat & Franck Thomas
- Hervé Vilard : Ma campagne ; sur des paroles de Pierre Delanoé
- Ricardo : Mais pourquoi  ; sur des paroles de Robert Gall
- Les Barclay : Kalinka (adaptation + André Salvet)
- Géraldine : Les chattes  ; sur des paroles de Jean Dupré
- Pascale Audret : Sous la véranda ;  sur des paroles de Jean-Michel Rivat & Franck Thomas
- Mireille Darc : As-tu vu Balthazar ?  ; sur des paroles de Pascal Bilat
- Sophie Darel : Nuit de noces ;  sur des paroles de Jean-Michel Rivat & Franck Thomas
- Petula Clark : A London (Allons donc)  sur des paroles de Pierre Cour
- Pierre Barouh : De l'amour à l'amour ; sur des paroles de Pierre Barouh
- Jean Piat : Non je ne crois plus ;  sur des paroles de Françoise Dorin
- Amarande : L'amour et le rugby ; sur des paroles de G. Dorfmann
- Dominique Grange : Je ne suis pas prête  ; sur des paroles de Dominique Grange
- Orlando : C'est toi qui (adaptation)
- Miguel Carmelo : Pêcheur, sur des paroles de Pierre Cour
- Yves Mathieu : Bon bec, cul sec  ; sur des paroles de Yves Mathieu
- Charles Genties : Pourquoi Mon Dieu ; sur des paroles de Hubert Giraud
- Madeleine Pascal : Le jour où il va m'embrasser, sur des paroles de J.M  Arnaud & J. Pezet
- Pierre Miguel : Calypso sur des paroles de Fogio